# Heinrich von Vemern
Heinrich von Vemern, auch Hinricus de Vemeren, Femern und ähnliche Namensformen (* um 1310 in Rostock; † vor dem 20. September 1374 in Lübeck) war ein deutscher Geistlicher, Prokurator an der römischen Kurie und Domherr in Lübeck und Schwerin.

## Leben
Heinrich von Vemern  stammte aus der Rostocker Ratsfamilie Vemern, die dem Herkunftsnamen nach von der Insel Fehmarn gekommen war, in Lübeck und Rostock nachgewiesen ist und in Pommern als Adelsgeschlecht galt. In Rostock stellte sie mehrere Ratsherren. Heinrich war der einzige Sohn des gleichnamigen Ratsherrn in Rostock, der bis 1355 als lebend belegt ist, und seiner Frau Gesa.
Er war Geistlicher des Bistums Schwerin, studierte Kanonisches Recht und wurde Magister. 1344 wurde er erstmals als Prokurator am päpstlichen Hof in Avignon genannt. Ab 1345 wirkte er als Prokurator des Lübecker und des Rostocker Rats sowie mit wechselndem Erfolg als Anwalt norddeutscher Geistlicher und geistlicher Körperschaften an der Kurie tätig, die sich zu dieser Zeit im Exil in Avignon befand. Nach erfolgreicher Vertretung von Bertram Cremon im Zusammenhang mit dessen Ernennung zum Bischof von Lübeck erwirkte dieser bei Papst Klemens VI. am 20. Juni 1351 die Provision Vemerns mit seiner, durch die Bischofsernennung freiwerdenden, Domherrn-Präbende des Kantors im Lübecker Domkapitel. Am 9. September 1351 kam noch eine Präbende als Domherr in Schwerin hinzu. In beiden Bistümern war er nach dem Mecklenburgischen Urkundenbuch weiterhin als Prokurator tätig, in Schwerin 1353 auch als Generaloffizial des Bischofs Andreas von Wislica.
Seine Tätigkeit an der Kurie mochte ihn auch bei anderen Streitfällen als geeignete Schiedsperson empfohlen haben. So bestellten ihn Abt und Konvent des Klosters Doberan zum „conservator“ (Rechtsvertreter, Sachwalter) des Klosters.  1355 vertrat er als Konservator die Rechte des Klosters und verhängte als päpstlicher Richter die Exkommunikation gegen die vom Doberaner Konvent Beklagten.
1360 schlichtete der Rat von Wismar eine Auseinandersetzung zwischen Vemern und dem Rostocker Rat um das Erbe seines Vaters. In den Folgejahren war Vemern auf Seiten des Lübecker Rats in den vom Rat wegen Urkundenfälschung angestrengten langjährigen Prozess gegen Johann von Helle, den Pfarrer von Borby, verwickelt.
Vemern muss wohl Anfang oder Mitte 1374 verstorben sein, denn am 20. September 1374 machte Michael Hildesem seine Expektanz auf das Kanonikat aktenkundig.

## Psalterium

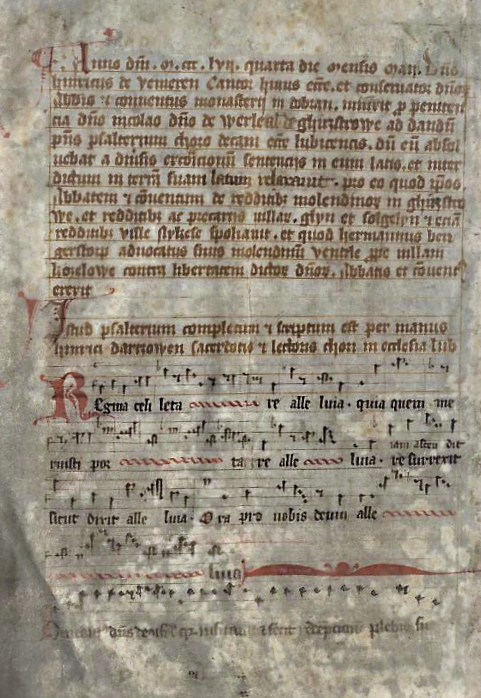
Psalterium von 1359, Stiftungsinschrift fol. 2v

1359 schlichtete Heinrich von Vemern einen Streit zwischen dem Kloster und Nicolaus von Werle-Güstrow. Der Fürst hatte dem Kloster zustehende Einnahmen aus Mühlen und Dörfern in seinem Herrschaftsbereich an sich gebracht und war dafür mit der Exkommunikation bestraft worden. Als Bußauflage legte ihm Heinrich von Vemern die Stiftung eines Chorbuches für den Lübecker Dom auf. Dieses Psalterium cum antiphonis et hymnis von 1359 kam 1804 mit der Dombibliothek in die Stadtbibliothek Lübeck. In Folge der Auslagerung im Zweiten Weltkrieg gelangte es als Beutekunst in die Sowjetunion. Die Republik Armenien gab es 1998 zurück.